# Pop Tools
Pop Tools, quarto disco dei Bluvertigo, uscito nel 2001.

## Il disco
È una raccolta dei maggiori successi della band, con l'aggiunta del brano presentato al Festival di Sanremo 2001, L'assenzio (the power of nothing), e dell'altro inedito Comequando.

## Tracce
Testi e musiche di Marco Castoldi, tranne dove indicato.
1. Comequando - 4:46 (inedito)
2. Iodio - 4:35
3. L.S.D. La Sua Dimensione - 5:27
4. Decadenza - 4:48
5. Complicità - 4:55 - (Marco Castoldi - Martin Lee Gore)
6. Il mio malditesta - 4:20
7. Fuori dal tempo - 3:18
8. Cieli neri - 4:20
9. Altre forme di vita - 4:54
10. La crisi - 3:58
11. Sovrappensiero - 4:54
12. Sono=Sono - 3:45
13. Zero - 5:18 - (Bluvertigo - Marco Castoldi)
14. L'assenzio (The Power of Nothing) - 3:53 - (Marco Castoldi - Luca Urbani) (inedito)

## Formazione negli inediti
- Marco Morgan Castoldi - voce, basso, sintetizzatore, pianoforte, Fender Rhodes
- Andrea Andy Fumagalli - tastiera, sintetizzatore, voce
- Livio Magnini - chitarre
- Sergio Carnevale - batteria, percussioni

## Classifiche
| Classifica (2001) | Posizione massima |
| ----------------- | ----------------- |
| Italia            | 36                |